# Moosburg (Austria)
Moosburg (in sloveno Možberk) è un comune austriaco di 4 529 abitanti nel distretto di Klagenfurt-Land, in Carinzia; ha lo status di comune mercato (Marktgemeinde). Nel 1973 ha inglobato il comune soppresso di Tigring e parte di quello di Wölfnitz.

## Amministrazione

### Gemellaggi
- Katerini[senza fonte]